# Otto Bayard
Pour les articles homonymes, voir Bayard.
Otto Bayard, né le 25 novembre 1881 à Loèche et mort le 8 juillet 1957 à Sierre est un médecin et scientifique suisse. Il est le père de la prophylaxie par l'iode, ayant testé et dosé l'ajout d'iode au sel de cuisine afin de prévenir les carences en iode et le crétinisme,,.

## Biographie
Il fréquente le gymnase de Sarnen et les collèges de St-Maurice et de Sion. Il étudie ensuite la médecine aux universités de Zurich et Fribourg-en-Brisgau. Sa thèse de doctorat, qu'il obtient en 1908, traite des réactions oculaires de Clamette sur les enfants atteints de tuberculose. Il étudie également à Dublin, et sert comme médecin sur des bateaux intercontinentaux.
Bayard s’installe ensuite comme médecin généraliste, d'abord à Zermatt, puis à Saint-Nicolas et Grächen. Son cabinet se situe pendant 35 ans en face du musée des guides de montagne, tout en haut de l'hôtel Lochmatter, dans le village de Saint-Nicolas.
Otto Bayard a eu quatre filles, dont trois sont devenues médecins. Sa fille Elsa de Chastonay (1918–2007), est la première femme valaisanne à diriger le département de pédiatrie d'un hôpital valaisan (celui de Sierre).

## Recherches

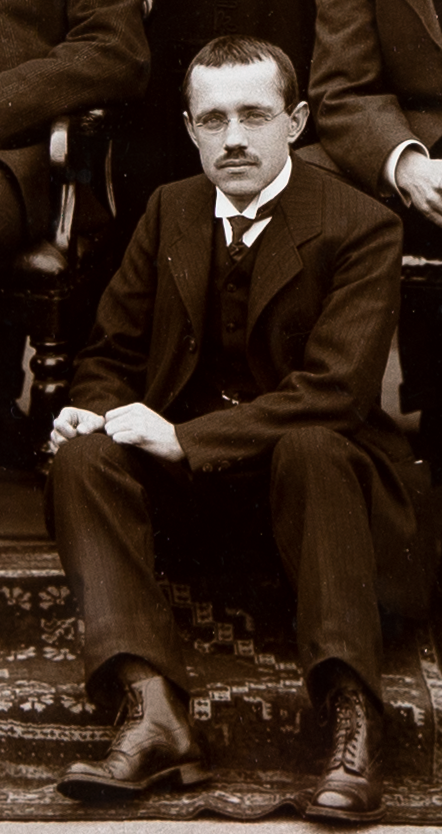
Bayard en 1911 au Rotunda Hospital de Dublin.

En 1811, Bernard Courtois découvre à partir d'algues brunes (du genre Laminaris) de la mer du nord l'élément chimique iode. En 1895, Eugen Baumann isole l'iode présent dans la thyroïde et met en évidence son importance dans le fonctionnement de la glande. À partir de 1918, Otto Bayard conduit des essais pratiques dans les communes de la vallée de Zermatt : en ajoutant la bonne quantité d'iodure de potassium au sel de cuisine, il montre que le goître peut être traité de façon efficace, sans effets secondaires. Il publie le résultat de ses recherches sous le titre « Contributions à la question de la thyroïde » ; elles ont porté sur l'ensemble des écoliers de Grächen, en particulier sur cinq familles suivies durant cinq mois, comprenant le boulanger de Bayard et même du bétail.
Bayard étend en 1920 le traitement à la commune de Törbel, qui confirme après six mois les résultats obtenus en 1918. Le 5 novembre 1920, il communique ses recherches et conclusions à l'Office fédéral de la santé publique à Berne. Il continue ensuite le traitement durant douze mois à Grächen. En 1923, Bayard publie le fruit de ses recherches, titré « À propos du problème du goître » dans le Schweizerische Medizinische Wochenschrift.
Se basant sur les conclusions de Bayard, l'OFSP et la nouvelle Commission suisse du goitre recommandent en 1922 aux autorités des 25 cantons de volontairement ajouter entre 2.5 et 5 mg d'iodure de potassium par kilo de sel. Otto Bayard fait ainsi office de pionnier dans la création et la mise en place d'une prophylaxie par l'iode au niveau suisse, puis international.
En 1923, sur recommandation du professeur Ernst Wilczek et de Peter Dufour, Bayard est admis à la Société suisse de recherches naturelles, dont il démissionne en 1930. De 1936 à 1950, il a également publié plusieurs articles dans le domaine des soins infirmiers.

## Publications
- (de) Über das Wesen der Gebärparese, Zurich, Orell Füssli, 1916 (OCLC 80425112).